# Sant Iscle i Santa Victòria de les Feixes
Sant Iscle i Santa Victòria de les Feixes és una església d'estil romànic del segle xii situada a la serra de Collserola, dins del terme municipal de Cerdanyola del Vallès (Vallès Occidental). Avui és capella d'una residència de monges que ocupen la veïna casa rectoral del S.XVIII Can Catà, mentre que l'edifici principal forma part del Museu de Cerdanyola i està dins la Ruta del Vallès Natural. És una obra protegida com a bé cultural d'interès local.

## Descripció
Es tracta d'una església d'una sola nau de planta rectangular coberta amb volta de canó i teulada a dues vessants.

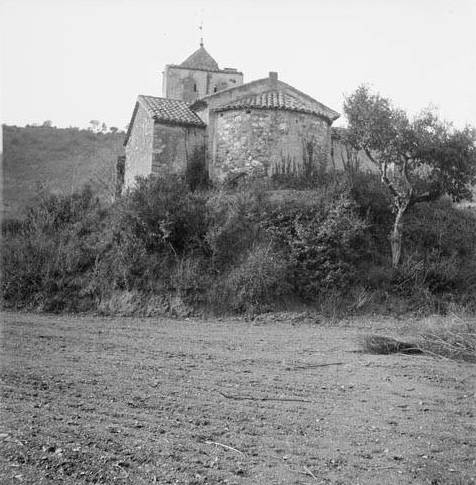
Absis de l'església de Sant Iscle de les Feixes (17 de novembre de 1905)

 L'absis és de planta semicircular i cobert amb volta de quart d'esfera. Tant la nau com l'absis són els originals, en canvi hi ha dues capelles laterals, la sagristia i una petita estança prop de la pica baptismal que corresponen a una modificació posterior. Els paraments de l'edifici són llisos tant per dins com per fora, només hi ha dos fragments de cornisa a cada costat de la nau. L'aparell dels murs és de pedres de riu trencades i disposades en filades horitzontals. A les cantonades hi ha carreus grans ben treballats. Al mur de ponent s'alça un campanar d'espadanya amb dues obertures.
Pertany al primer període romànic i per la seva estructura es pot classificar dins de les esglésies d'una sola nau i un absis. El treball de la pedra i la manca d'ornamentació fan pensar que es tracta d'un edifici del segle xii, tot i que la porta és de forma rectangular amb una inscripció de l'any 1577, fruit d'una reforma posterior. En els seus voltants hi varen ser practicades sepultures de tipus olerdolà, amb la diferència d'ésser excavades a terra en lloc d'obertes a la roca. L'altar major és del S.XVII i el sagrari del S.XVIII.
Estava decorat amb una pintura romànica que actualment es troba al Museu Diocesà de Barcelona. A principis del segle xx, la façana es va remodelar incorporant decoracions neogòtiques i eixamplant el campanar.

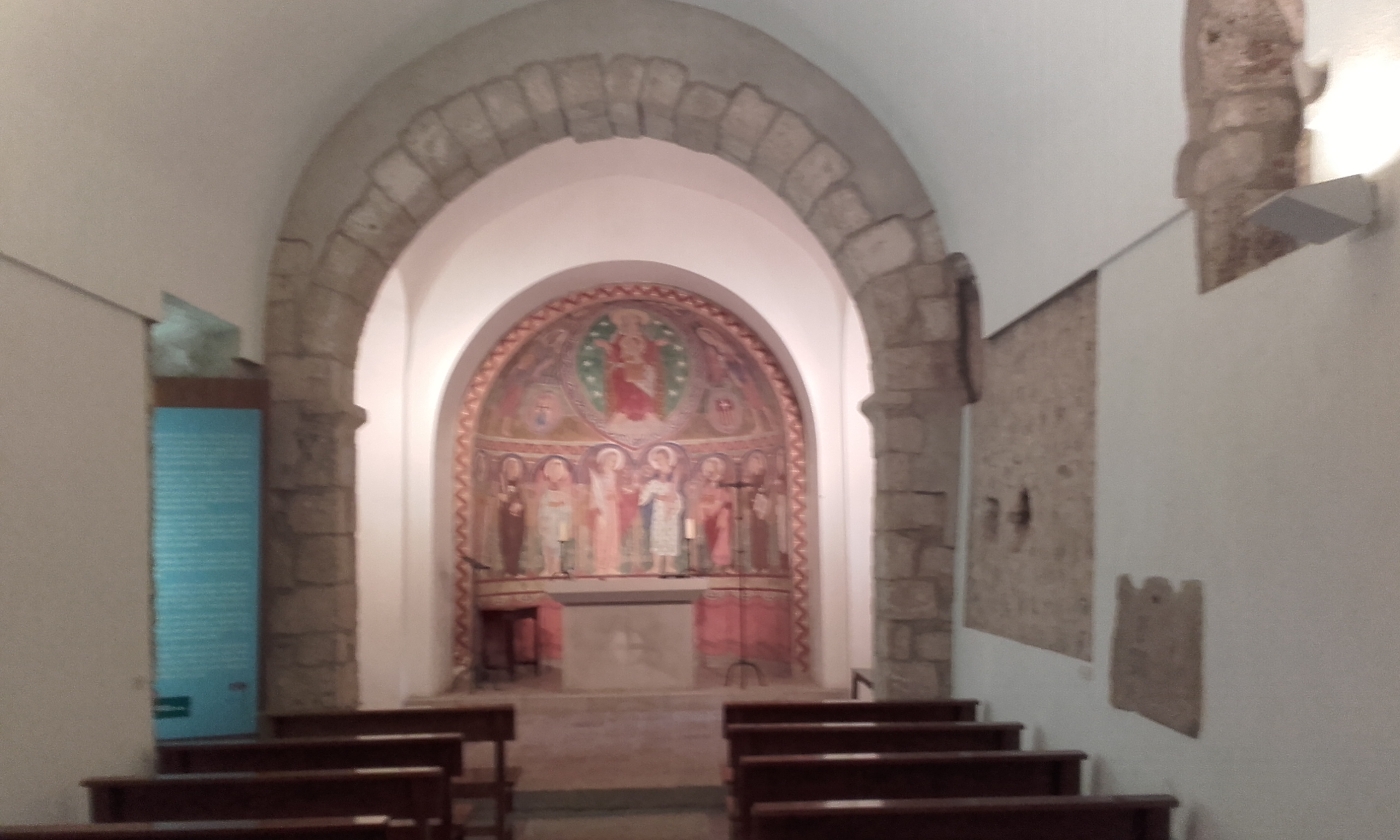
foto del interior de Sant Iscle i Santa Victòria de les Feixes

## Història
Fou edificada sobre una altra església del segle x. El mot topogràfic Facxas ja surt en una escriptura de l'any 964. La primera referència escrita de l'església és de l'any 995. Les referències al temple són nombroses durant tot el segle xi, i el 1082 és citat com a parròquia. En el segle xvi es feren obres.
A l'edat mitjana era una parròquia amb pocs recursos i feligresos, però va viure un període de prosperitat durant la segona meitat del segle xv i fins al segle xvii, relacionada amb l'adquisició de masies del terme per ciutadans de Barcelona. És en aquesta època quan es va realitzar certes modificacions que van transformar l'aspecte original de l'edifici romànic, afegint-hi dues capelles laterals per donar-li forma de planta de creu llatina, cobrint l'absis amb un retaule, construint una sagristia i modificant la decoració interior, així com alçant l'espadanya.
L'any 1577 s'adquirí la pica baptismal i la llinda del nou portal. L'any 1624 se li agregà com a sufragània l'església de Santa Engràcia de Montcada i Reixac, al S.XIX aquesta s'independitzà i Sant Iscle passà a ser sufragània de Sant Martí de Cerdanyola. La seva ubicació és a prop d'una cruïlla de camins que unien Montcada, Horta i Cerdanyola. La parròquia va quedar suprimida el 1868.